# Jorge Araujo
Jorge Araujo Paredes (Lima, 30 de noviembre de 1979) es un exfutbolista y entrenador peruano. Jugaba como defensa central y su último equipo fue Academia Deportiva Cantolao. Actualmente es el entrenador del equipo de reserva de Universitario de Deportes.

## Trayectoria

### Como jugador
Comenzó su carrera en Universitario de Deportes ganando el tricampeonato del año 2000. Luego jugó en equipos como Alianza Atlético, Cienciano, José Gálvez y Sport Boys. En el año 2008 regresó nuevamente a la «U», ganando el Torneo Apertura y en enero de 2009 fue cedido en préstamo al Total Chalaco.
Jugó 2 años en el León de Huánuco donde bajo el mando de Franco Navarro logra clasificar y jugar la Copa Sudamericana 2012.
En 2014 militó en el Sport Boys y al año siguiente regresó al Cienciano del Cuzco.
En 2015 descendió con Cienciano.
El 2016 asciende a Primera con la AD Cantolao. En el 2017 es titular en la zaga del delfín.
El 29 de enero del 2018 se anuncia su retiro del fútbol profesional.

### Como director técnico
En el 2019 es oficializado como DT del equipo donde se retiró la AD Cantolao. Debuta con empate 0-0 ante Alianza Universidad. Su primera victoria ocurrió en la tercera fecha del Apertura en la victoria de visitantes ante Sport Huancayo por 3-0

## Clubes
| Club                      | País | Año         |
| ------------------------- | ---- | ----------- |
| Universitario de Deportes | Perú | 1998 - 2001 |
| Alianza Atlético          | Perú | 2002 - 2005 |
| Cienciano                 | Perú | 2006        |
| José Gálvez               | Perú | 2006        |
| Sport Boys                | Perú | 2007        |
| Universitario de Deportes | Perú | 2008        |
| Total Chalaco             | Perú | 2009        |
| Juan Aurich               | Perú | 2010        |
| León de Huánuco           | Perú | 2011 - 2012 |
| Sport Boys                | Perú | 2013        |
| José Gálvez               | Perú | 2013        |
| Sport Boys                | Perú | 2014        |
| Cienciano                 | Perú | 2015        |
| Academia Cantolao         | Perú | 2016 - 2017 |

## Estadísticas

### Como entrenador
| Academia Cantolao · Perú                | 1.ª                 | 2019                | 34 | 10 | 11 | 13 | 7 | 4 | 1 | 2 | - | - | - | - | - | - | - | - | 41 | 14 | 12 | 15 | 43.91% |
| Academia Cantolao · Perú                | Total               | Total               | 34 | 10 | 11 | 13 | 7 | 4 | 1 | 2 | - | - | - | - | - | - | - | - | 41 | 14 | 12 | 15 | 43.91% |
| Universitario de Deportes (int.) · Perú | 1.ª                 | 2022                | 6  | 2  | 3  | 1  | - | - | - | - | - | - | - | - | - | - | - | - | 6  | 2  | 3  | 1  | 50%    |
| Universitario de Deportes (int.) · Perú | 1.ª                 | 2023                | 1  | 1  | 0  | 0  | - | - | - | - | - | - | - | - | - | - | - | - | 1  | 1  | 0  | 0  | 100%   |
| Universitario de Deportes (int.) · Perú | Total               | Total               | 7  | 3  | 3  | 1  | - | - | - | - | - | - | - | - | - | - | - | - | 7  | 3  | 3  | 1  | 57.15% |
| Total en su carrera                     | Total en su carrera | Total en su carrera | 41 | 13 | 14 | 14 | 7 | 4 | 1 | 2 | - | - | - | - | - | - | - | - | 48 | 17 | 15 | 16 | 45.84% |
| 1. 2.                                   |                     |                     |    |    |    |    |   |   |   |   |   |   |   |   |   |   |   |   |    |    |    |    |        |

## Palmarés

### Campeonatos nacionales
| Torneo                    | Club                      | País | Año  |
| ------------------------- | ------------------------- | ---- | ---- |
| Torneo Descentralizado    | Universitario de Deportes | Perú | 1998 |
| Torneo Descentralizado    | Universitario de Deportes | Perú | 1999 |
| Torneo Descentralizado    | Universitario de Deportes | Perú | 2000 |
| Torneo Apertura           | Universitario de Deportes | Perú | 2008 |
| Segunda División del Perú | Academia Cantolao         | Perú | 2016 |